# Capela de Santa Eulália (Ponte de Lima)
A Capela de Santa Eulália é uma capela situada na freguesia de Refóios do Lima, em Ponte de Lima. É uma estrutura de origem românica datada do final do século XIII, possivelmente associada ao Mosteiro de Refóios do Lima. Em 1962 foi classificada como Imóvel de Interesse Público.
Caracteriza-se por planta de nave única e capela-mor de traçado quadrangular, possuindo um portal principal em arco duplo, encimado por uma fresta e uma empena simples. O exterior apresenta modilhões decorativos com motivos antropomórficos e zoomórficos, detalhe característico das capelas românicas. No interior, a Capela de Santa Eulália foi enriquecida com elementos decorativos em períodos posteriores, incluindo retábulos de talha maneirista e barroca, que acrescentaram complexidade ao espaço original.